# يونكرز يو 252
يونكرز يو 252 طائرة شحن ألمانية قامت بأول رحلة لها في أواخر أكتوبر 1941. تم التخطيط للطائرة كبديل ليونكرز يو 52 في خدمة الخطوط الجوية التجارية، ولكن تم بناء عدد قليل فقط كطائرة شحن للوفتفافه.